# Till Magnus Steiner
Till Magnus Steiner (* 1984 in Bielefeld, Deutschland) ist ein deutscher Theologe, Exeget und Autor.

## Leben
Steiner wuchs in Leopoldshöhe auf und studierte katholische Theologie an der Universität Bonn sowie im Theologischen Studienjahr in Jerusalem. 2017 wurde er an der Bonner Universität mit einer Dissertation zur Dynastieverheißung an David, der sogenannten Natanverheißung (2 Samuel 7), und deren Rezeption in den Erzählungen über Salomo im Bücher der Könige promoviert. Sein Doktorvater war Frank-Lothar Hossfeld. Seit 2014 ist er wissenschaftlicher Mitarbeiter im Benno-Jacob-Editionsprojekt in Jerusalem und einer der Herausgeber des exegetischen Nachlasses des jüdischen Bibelwissenschaftlers Benno Jacob. Zudem ist er Research Associate am Institut für das Alte Testament der Universität Pretoria. Im Zentrum seiner Forschungen stehen besonders die Zionstheologie der Psalmen und die erzählerische Darstellung Salomos in der Bibel.
Neben seiner akademischen Tätigkeit engagiert sich Steiner für die populärwissenschaftliche Vermittlung biblischer Thematik, unter anderem im 2019 konzipierten Bibelprojekt des Erzbistums Köln „In Principio“, in dem er auch als wissenschaftlicher Mitarbeiter tätig ist. Darüber hinaus berichtet er als freier Journalist für die österreichische Wochenzeitung Die Furche und die Katholische Nachrichten-Agentur aus Israel und den palästinensischen Gebieten.
Steiner ist verheiratet und hat eine Tochter. Er lebt und arbeitet in Jerusalem.

## Veröffentlichungen (Auswahl)
- Worte. Ein modernes Drama. First-Minute-Taschenbuchverlag, Emsdetten 2007, ISBN 978-3-932805-42-4.
- Vom Garten Eden in das Land von Milch und Honig. Das verheißene Land, ein Gang durch die Tora. AphorismA Verlag, Berlin 2009, ISBN 978-3-86575-525-4.
- Salomo als Nachfolger Davids. Die Dynastieverheißung in 2 Sam 7,11b–16 und ihre Rezeption in 1 Kön 1–11 (= Bonner biblische Beiträge. Nr. 181). V & R unipress, Bonn University Press, Göttingen 2017, ISBN 978-3-8471-0666-1 (uni-bonn.de [PDF] zugleich Dissertation an der Universität Bonn).
- Worte wie Fackeln. Heilung und Hoffnung in den zwölf kleinen Propheten. AphorismA Verlag, Berlin 2019, ISBN 978-3-86575-593-3.
- Burnout der Propheten. Die Bibel im Kontext der Gegenwart. kbw Bibelwerk, Stuttgart 2019, ISBN 978-3-460-25528-9.
- Benno Jacob, Studien zur Thora (hg. zusammen mit S. Gesundheit u. a.), Stuttgart 2021, ISBN 978-3-7668-4507-8.